# Äspelund
Äspelund var före 2015 en av SCB avgränsad och namnsatt småort i Ryssby socken i Kalmar kommun, Kalmar län, belägen på halvön Revsudden. Småorten upphörde 2015 när området växte samman med bebyggelsen i Drag.